# Soul Temptation
Soul Temptation è il quinto album in studio del gruppo musicale tedesco Brainstorm, pubblicato nel 2003.

## Tracce
1. Highs Without Lows – 5:28
2. Doorway to Survive – 3:22
3. The Leading – 5:39
4. Nunca Nos Rendimos – 5:41
5. Fading – 5:31
6. Shiva's Tears – 5:32
7. Fornever – 4:55
8. Soul Temptation – 7:48
9. Dying Outside – 4:08
10. To the Head – 4:37
11. Rising – 5:08

## Formazione
Gruppo
- Andy B. Franck - voce, cori
- Torsten Ihlenfeld - chitarra, cori
- Milan Loncaric - chitarra, cori
- Andreas Mailänder - basso
- Dieter Bernert - batteria

Altri musicisti
- Michael "Miro" Rodenberg - tastiera